# Thomas Thorpe

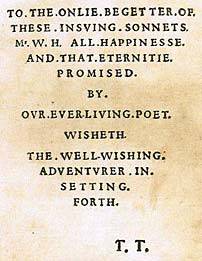
Dedykacja dla „Pana W.H.”; nie ma pewności co do tego, kto – Szekspir czy Thorpe – jest jej autorem

Thomas Thorpe (ur. ok. 1569, zm. ok. 1635) – angielski wydawca znany przede wszystkim z tego, że jako pierwszy wydał drukiem Sonety Williama Shakespeare’a (1609), a także pojedyncze dzieła Christophera Marlowe’a i Bena Jonsona.
Thomas Thorpe urodził się jako syn właściciela zajazdu w High Barnet, przez dziewięć lat pracował jako pomoc w niewielkim sklepie. W 1594 roku otrzymał prawo do publikowania utworów, w 1600 roku wydał swoją pierwszą książkę, The First Book of Lucan (pl. Pierwsza Księga Lukana), będącą tłumaczeniem Farsalii Lukana autorstwa Marlowe’a.
Nie da się ustalić, czy miał zgodę barda ze Stratford na publikowanie jego dzieł, czy też nie, jednak część naukowców uważa, że nie ma powodów, aby posądzać go oszustwa. Nie wiadomo też kto – wydawca czy Szekspir – jest autorem dedykacji dla „Pana W.H.”, zamieszczonej w pierwszym zbiorze sonetów.